# Revenge of the Bridesmaids
Revenge of the Bridesmaids (Nederlands: wraak van de bruidsmeisjes) is een Amerikaanse romantische komedie uit 2010 van de Amerikaanse televisiezender ABC Family. De film werd geregisseerd door James Hayman met Raven-Symoné en Joanna García in de hoofdrollen en werd opgenomen in New Orleans.

## Verhaal
Abigail, Parker, Rachel en Caitlin waren als kind beste vriendinnen. Abigail is later naar New York verhuisd en heeft een succesvol debuutboek gelanceerd. Parker is met haar meegegaan en probeert het te maken op Broadway. Rachel bleef in Lambert toen ze er de man van haar dromen ontmoette. Als Abigail en Parker haar bezoeken, blijkt Caitlin hem echter van haar afgesnoept te hebben. Hij komt immers uit een rijke familie en Caitlins moeder heeft dringend geld nodig. Daarom houdt Caitlin hem voor dat ze zwanger is, zodat hij gedwongen is met haar te trouwen.
Abigail en Parker stellen alles in het werk om daar een stokje voor te steken. Ze werken twee bruidsmeisjes buiten en nemen hun plaatsen in om de voorbereidingen voor het huwelijk te dwarsbomen. Als ze ontdekken dat Caitlin niet eens echt zwanger is, krijgen ze ook Rachel, die ironisch genoeg eveneens bruidsmeisje is, mee in hun plan. Caitlins moeder krijgt hen echter door en laat hen arresteren door Henry, die een oogje heeft op Parker en hen laat gaan. Op de trouwdag ontvoeren ze Caitlin en doen haar bekennen. Haar bruidegom liegt haar vervolgens voor dat zijn familiefortuin verloren is, waarop Caitlin hem laat vallen. Een minuut later doet hij al een aanzoek aan Rachel, en ook Parker en Henry vinden elkaar.
Uiteindelijk wordt Parker gecast als agente in een grote actiefilm, en mag ze Henry aannemen als persoonlijk adviseur voor de rol. Abigail schrijft een boek over het voorval getiteld Wraak van de bruidsmeisjes en kent opnieuw succes.

## Rolverdeling
- Raven-Symoné als Abigail Scanlon, de schrijfster met schrijversblok.
- Joanna García als Parker Wald, de wannabe actrice.
- Chryssie Whitehead als Rachel Phipps, Abigails en Parkers vriendin.
- Virginia Williams als Caitlin McNabb, de aanstaande bruid.
- Beth Broderick als Olivia McNabb, Caitlins geldverslindende moeder.
- Brittany Ishibashi als Bitsy, een van de andere bruidsmeisjes.
- David Clayton Rogers als Henry Kent, de politieagent met een oogje op Parker.
- Lyle Brocato als Tony Penning, de aanstaande bruidegom.